# Мерфи, Джеймс (музыкант)
Джеймс Мёрфи (англ. James Murphy; род. 4 февраля 1970 года) — американский музыкант, продюсер, диджей и один из владельцев лейбла DFA Records. Наиболее известен как фронтмен своего музыкального проекта LCD Soundsystem.

## Начало музыкальной карьеры
По словам Мёрфи на него повлияли такие группы как: Liquid Liquid, The B-52s, Talking Heads, The Fall, Siouxsie and the Banshees, The Velvet Underground, Yes, Дэвид Боуи, Daft Punk, Can. Мёрфи начинал с группами Falling Man с 1988 по 1989, Pony с 1992 по 1994 и Speedking с 1995 по 1997. После работал звуковым инженером в группе Six Finger Satellite. В 22 года, ему предложили писать для сериала «Сайнфелд», который тогда был ещё мало известен. В итоге, Джеймс отказался и продолжил свою музыкальную карьеру.
С 1993 года начал выступать как диджей под псевдонимом Death from Above, именно так он подписывал установки, когда работал в Six Finger Satellite. В 1999 году он формирует лейбл Death from Above Records (позже переименован в DFA Records) вместе с Тимом Голдсуорти из группы UNKLE. Название «Death from Above» привело к спору с канадским дуэтом использующим то же название. В конце концов группа сменила своё название на Death From Above 1979.

## LCD Soundsystem (2001—2011)
В 2001 году Мёрфи формирует электронный дэнс-панк бэнд LCD Soundsystem. Первый сингл выходит год спустя под названием «Losing My Edge». Выпустив ещё несколько синглов в 2005 году группа выпускает альбом «LCD Soundsystem». Альбом имеет успех и даже номинируется на «Грэмми» в номинации «Лучший электронный/танцевальный альбом».
Следующий альбом «Sound of Silver» выходит 12 марта 2007 года. В октябре 2009, журнал Pitchfork называет песню «All My Friends» лучшей десятилетия, а неделю спустя сам альбом занимает № 17 место в списке «200 лучших альбом 2000-х». Их песня также попадает на CD лондонского клуба Fabric из их дискографии.
В конце 2009 года Мёрфи пишет музыку для фильма Нойа Баумбаха «Гринберг», главную роль в котором исполнил Бен Стиллер. LCD Soundsystem выпускают свой третий студийный альбом «This Is Happening» в мае 2010 года. Альбом записывался в 2009, и начале 2010 года в лос-анджелесской студии The Mansion. В апреле, вышел первый сингл с альбома «Drunk Girls», клип к песне снял Спайк Джонз. Альбом посвящён Джерри Фуксу (1974—2009), который выступал на концертах с группой.
Мёрфи объявил о своем уходе из LCD Soundsystem, когда выступал на программе Отчёт Кольбера 14 февраля 2011 года. Их последний концерт состоялся 2 апреля, в Мэдисон-сквер-гарден и транслировался на сайте Pitchfork.
В июле 2012 года, вышел документальный фильм «Заткнись и играй хиты» (англ. Shut Up and Play the Hits) о Джеймсе Мёрфи и их прощальном концерте. В фильме показан период из первых 48-часов Джеймса Мёрфи после последнего концерта, также показано его интервью с писателем Чаком Клостерменом.

## После LCD Soundsystem
Джеймс вместе с Gorillaz и André 3000 записывает сингл «DoYaThing» для коллекции Converse. Сингл выходит 23 февраля 2012 года. В этом же году, он вместе с Тимом Хайдекером и Эриком Верхеймом снимается в фильме «Комедия». Он также работал над четвёртым студийным альбомом «Reflektor» группы Arcade Fire, который вышел в октябре 2013 года.
Мёрфи продюсирует альбом «Mosquito» инди-рок группы Yeah Yeah Yeahs. А в конце 2013 года, делает ремикс песни «Love Is Lost» с последнего альбома Дэвида Боуи «The Next Day».